# Сан-Мільян-де-лос-Кабальєрос
Сан-Мільян-де-лос-Кабальєрос (ісп. San Millán de los Caballeros) — муніципалітет в Іспанії, у складі автономної спільноти Кастилія-і-Леон, у провінції Леон. Населення — 173 особи (2021).
Муніципалітет розташований на відстані близько 260 км на північний захід від Мадрида, 35 км на південь від Леона.

## Демографія
Динаміка населення (INE ):